# Sri Lanka nos Jogos Olímpicos de Verão de 2012
O Sri Lanka compete nos Jogos Olímpicos de Verão de 2012, que decorreram na cidade de Londres, no Reino Unido, de 27 de julho até 12 de agosto de 2012.

## Desempenho

### Natação
Feminino
| Atletas            | Evento      | Eliminatórias | Eliminatórias | Semifinal   | Semifinal   | Final       | Final       |
| Atletas            | Evento      | Tempo         | Posição       | Tempo       | Posição     | Tempo       | Posição     |
| ------------------ | ----------- | ------------- | ------------- | ----------- | ----------- | ----------- | ----------- |
| Reshika Udugampola | 100 m livre | 1min04s93     | 44º           | Não avançou | Não avançou | Não avançou | Não avançou |

### Tiro
Masculino
| Atleta             | Evento                | Qualificação | Qualificação | Final       | Final       | Posição |
| Atleta             | Evento                | Placar       | Posição      | Placar      | Total       | Posição |
| ------------------ | --------------------- | ------------ | ------------ | ----------- | ----------- | ------- |
| Mangala Samarakoon | Carabina de ar 10 m   | 583          | 45º          | Não avançou | Não avançou | 45º     |
| Mangala Samarakoon | Carabina deitado 50 m | 585          | 47º          | Não avançou | Não avançou | 47º     |